# Apocephalus asymmetricus
Apocephalus asymmetricus är en tvåvingeart som beskrevs av Brown 1997. Apocephalus asymmetricus ingår i släktet Apocephalus och familjen puckelflugor. Inga underarter finns listade i Catalogue of Life.